# Banteux
Banteux é uma comuna francesa na região administrativa de Altos da França, no departamento do Norte. Estende-se por uma área de 6.18 km². Em 2010 a comuna tinha 349 habitantes (densidade: 56,5 hab./km²).